# Chinatown (stacja metra w Singapurze)
Chinatown – węzłowa stacja podziemna Mass Rapid Transit (MRT) na North East Line i Downtown Line w Singapurze. Stacja położona jest w dzielnicy Chinatown.